# Pressapochismi
Pressapochismi è il primo EP del gruppo musicale italiano Nobraino autoprodotto nel 2001.

## Descrizione
L'EP è composto da 4 tracce inedite.

## Tracce
Testi e musiche di Lorenzo Kruger e Nestor Fabbri.
1. Cecilia – 3:08
2. La sorella di Camilla – 2:48
3. Le leggi del mercato universale – 4:05
4. Listen – 5:13

## Crediti
- Lorenzo Kruger - paroliere e voce
- Nobraino - musiche